# Mariusz Andrzejewski
Mariusz Wiesław Andrzejewski (ur. 1 lipca 1971) – polski ekonomista, menedżer, inżynier i urzędnik państwowy, doktor habilitowany nauk ekonomicznych, profesor nadzwyczajny Uniwersytetu Ekonomicznego w Krakowie, w latach 2005–2006 podsekretarz stanu w Ministerstwie Finansów.

## Życiorys
Ukończył trzy kierunki studiów: w 1995 automatykę i robotykę na Akademii Górniczo-Hutniczej, w 1996 rachunkowość na Akademii Ekonomicznej w Krakowie i w 1997 informatykę na AGH. W trakcie studiów był trzykrotnie stypendystą ministra edukacji narodowej, otrzymywał też nagrody rektora UEK. W 2001 obronił na AEK pracę doktorską pt. Wymagania w zakresie ujawniania informacji przez spółki giełdowe w Polsce na tle rozwiązań światowych. W 2013 na tejże uczelni (przekształconej w międzyczasie w Uniwersytet Ekonomiczny w Krakowie) został doktorem habilitowanym nauk ekonomicznych (specjalność finanse i rachunkowość) na podstawie rozprawy pt. Korygująca funkcja rewizji finansowej w systemie rachunkowości.
Wykładał na UEK, Akademii Górniczo-Hutniczej, Wyższej Szkole Finansów i Prawa w Bielsku-Białej. Kierował Katedrą Bankowości i Finansów w WSFiP w Bielsku-Białej, a także kierunkami studiów podyplomowych na UEK. Został dziekanem Wydziału Finansów (przekształconego w Wydział Finansów i Prawa) Uniwersytetu Ekonomicznego w Krakowie, od 2019 pełni funkcję dziekana Kolegium Ekonomii, Finansów i Prawa UEK. Odbył staże zagraniczne w Stanach Zjednoczonych, Słowacji, Włoszech, Hiszpanii oraz Wielkiej Brytanii. Autor i współautor publikacji z zakresu rachunkowości, finansowania, planowania inwestycji i rynku kapitałowego, promotor 4 doktorów i recenzent 3 postępowań habilitacyjnych. Członek zarządu i rady naukowej Stowarzyszenia Księgowych w Polsce, European Accounting Association (EAA) w Polsce oraz wiceprezes krakowskiego oddziału Polskiego Towarzystwa Ekonomicznego (2005–2009).
Uzyskał uprawnienia biegłego rewidenta, w 1998 zdał egzamin na członka rad nadzorczych spółek Skarbu Państwa, a w 2006 uzyskał certyfikat dostępu do informacji niejawnych. Był senatorem UEK, arbitrem sądu arbitrażowego przy Komisji Nadzoru Finansowego oraz doradcą przy programach Phare. Zasiadał także w radach nadzorczych i zarządach spółek, m.in. był prezesem zarządu Północ Nieruchomości SA, szefem rady nadzorczej PKP, a także wiceprezesem rad nadzorczych Tauron Sprzedaż i PolRest.
22 grudnia 2005 powołany na stanowisko podsekretarza stanu w Ministerstwie Finansów. Zrezygnował z funkcji z przyczyn rodzinnych 12 kwietnia 2006. Został współautorem programu Prawa i Sprawiedliwości. W 2009 bez powodzenia kandydował do Parlamentu Europejskiego z listy PiS (otrzymał 3144 głosy). W 2017 był wymieniany jako kandydat PiS na prezydenta Krakowa, jednak partia i sam Andrzejewski udzielili ostatecznie poparcia Małgorzacie Wassermann.
W latach 2017–2024 członek rady nadzorczej Powszechnej Kasy Oszczędności Bank Polski.
Odznaczony m.in. Brązowym (2004) i Srebrnym (2024) Krzyżem Zasługi, Srebrnym Medalem za Długoletnią Służbę (2017), Medalem Komisji Edukacji Narodowej (2018) i odznaką honorową „Zasłużony dla transportu Rzeczypospolitej Polskiej” (2019).